# 9 мм Aupo
9 mm Аupo — безгильзовый патрон.

## История
Разработка безгильзового патрона для пистолета-пулемета Benelli CB-M2 велась в 1980-х годах силами конструкторов фирмы Fiocchi. Патрон новой конструкции должен был заменить патроны 9×19 мм Парабеллум и 9 мм Auto. Итальянские конструкторы подошли к вопросу создания безгильзовых патронов иначе, чем их немецкие коллеги. Основными препятствиями на создании таких патронов считаются их хрупкость, а также низкие жаро- и влагоустойчивость.